# Réserve biologique dirigée de la Combe d'Ire
Ne doit pas être confondu avec Réserve biologique intégrale de la Combe d'Ire.
La réserve biologique dirigée de la Combe d'Ire est une aire protégée de France ayant le statut de réserve biologique dirigée. Elle se trouve dans la partie orientale du massif des Bauges, couvrant l'amont de la combe d'Ire, sur le versant oriental du Bonnet de Tirebras — petit sommet de la montagne du Charbon — et du mont Trelod aux berges de l'Ire. Elle mesure 39,00 hectares de superficie sur les communes de Jarsy en Savoie et de Chevaline en Haute-Savoie. Le territoire qu'elle protège est intimement imbriqué avec celui de la réserve biologique intégrale de la Combe d'Ire.